# Путькове
Путькове (біл. вёска Пуцькова) — село в складі Березинського району Мінської області, Білорусь. Село підпорядковане Селібській сільській раді, розташоване в східній частині області.